# Herbert Bäuml

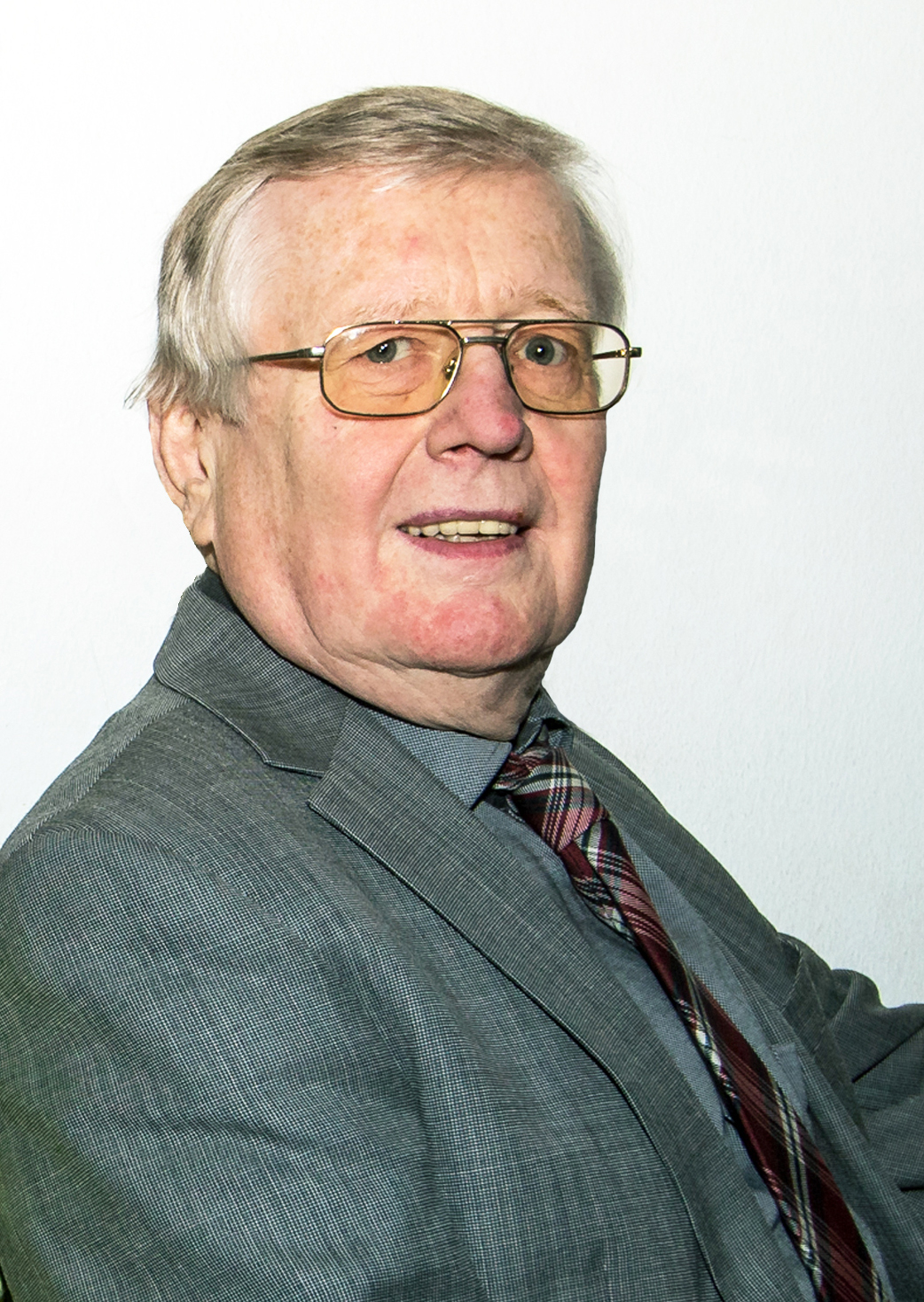
Herbert Bäuml

Herbert Bäuml (* 6. Jänner 1951 in Wien) ist ein österreichischer Musiker, Komponist und Wienerliedinterpret.

## Leben und Wirken
Herbert Bäuml war in seiner Jugend Mitglied der Sängerknaben vom Wienerwald und dort auch Sopransolist. Später besuchte er das Konservatorium der Stadt Wien und studierte Gesang und Klavier. Darauf folgten Auftritte, u. a. für das Theater der Jugend im Theater an der Wien, Mitwirkung beim Chor der Wiener Staatsoper sowie mehrere Konzertprojekte mit kleineren Ensembles (von Barockmusik bis zu moderner Literatur).
Seit den 1970er Jahren widmete er sich in verschiedenen Besetzungen vorwiegend dem Wienerlied und dem Akkordeon. Mit Partnern an der Kontragitarre wie Rudi Koschelu, Franz Horacek, Christoph Lechner oder Peter Havlicek und Sängern wie Kurt Girk oder Gerhard Heger bildete er verschiedene Duos und Trios.
Er war in zahlreichen Konzertauftritten in Österreich, Deutschland, Schweiz, Bulgarien, Kroatien, Slowakei, Rumänien und China und auch in Rundfunk- und Fernsehauftritten zu sehen (u. a. bei "Mei' liabste Weis'", "Willkommen Österreich", "Hoagascht", "Mit Künstlern auf Du und Du"). Regelmäßig ist er bei den Wienerliedfestivals wean hean oder Schrammelklang.
Mehrere Tonträgerproduktionen mit diversen Partnern runden sein künstlerisches Schaffen ab. Neue Wienerlieder komponierte er zu Texten von Gerhard Blaboll.